# Neomonachus
Neomonachus — рід тюленів з підродини монахових. Містить два види: N. schauinslandi, що перебуває під загрозою вимирання й N. tropicalis, який уже вимер. До 2014 року ці види поміщали до роду Monachus, але виявилося, що він парафілетичний.